# Gustav Gräser
Gustav Arthur Gräser, noto anche come Gusto Gräser (Brasov, 16 febbraio 1879 – Monaco di Baviera, 27 ottobre 1958), è stato un poeta e pacifista tedesco.
È considerato come uno dei padri dei movimenti alternativi ed insieme a suo fratello Karl Gräser (1875–1920) fu uno dei fondatori della comunità del Monte Verità ad Ascona.